# جايسون رايلي
جايسون رايلي (بالإنجليزية: Jason Riley)‏ هو لاعب كرة القدم الكندية أمريكي، ولد في 4 أكتوبر 1958 في سكاربورو، تورنتو في كندا.